# 第二小提琴

一种管弦乐团配置示意图

第二小提琴（Viol.II, ）是管弦樂團中小提琴裡面音域較低的聲部。在管弦乐团中，小提琴声部分分为两组：第一小提琴和第二小提琴。第二小提琴负责和音部分，大多是伴奏型態。襯托第一小提琴的分部，编制一般与第一小提琴相等或少两人。
第二小提琴有时也担任主旋律，如贝多芬第1号交响曲第二乐章的开头Solo。
在欧式席位排列中，第二小提琴排在舞台右前方，与第一小提琴相对。在美式席位排列中，第二小提琴排在舞台左前方，第一小提琴的后面。
在弦乐四重奏中，第二小提琴有“粘合剂”的重要作用。